# Kwadratisch lichaam (Ned) / veld (Be)
In de algebraïsche getaltheorie, een deelgebied van de wiskunde, is een kwadratisch lichaam (Nederlands) of kwadratisch veld (Belgisch) een algebraïsch getallenlichaam van graad twee over de rationale getallen {\displaystyle \mathbb {Q} } dat een lichaamsuitbreiding (Ned) / velduitbreiding (Be) van de vorm {\displaystyle \mathbb {Q} ({\sqrt {d}})}, met {\displaystyle d\neq 0,\ 1} een kwadraatvrij geheel getal. 
Een kwadratisch lichaam/veld is een lichaamsuitbreiding {\displaystyle \mathbb {Q} ({\sqrt {d}})} van de rationale getallen {\displaystyle \mathbb {Q} } door toevoeging van een wortel {\displaystyle {\sqrt {d}}}, met {\displaystyle d} een kwadraatvrij geheel getal ongelijk aan 0 en 1, en {\displaystyle {\sqrt {d}}\in \mathbb {C} } een van de wortels van het polynoom {\displaystyle x^{2}-d}.
{\displaystyle \mathbb {Q} ({\sqrt {d\ }})=\{a+b{\sqrt {d\ }}\in \mathbb {C} \mid a,b\in \mathbb {Q} \}}
Als {\displaystyle d>0} heet {\displaystyle \mathbb {Q} ({\sqrt {d}})} een reëel kwadratisch lichaam/veld, anders een complex of imaginair kwadratisch lichaam/veld. 
Kwadratische lichamen/velden vormen een fundamenteel object van studie en zijn een belangrijke klasse van voorbeelden in de algebraïsche getaltheorie. Kwadratische lichamen/velden zijn in detail onderzocht, aanvankelijk als onderdeel van de theorie van de binaire kwadratische vormen, maar er zijn nog enkele onopgeloste problemen. In het bijzonder is het klassengetalprobleem een belangrijk openstaand probleem.